# Байраммурадов, Гапурберды
Гапурберды Байраммурадов (туркм. Gapurberdi Baýrammyradow) — туркменский государственный деятель. Министр строительства и архитектуры Туркменистана (2014—2015).

## Биография
Родился в 1968 году в селе Улы Кесир Кара-Калинского района Красноводской области Туркменской ССР.
Образование высшее. В 1993 году окончил Туркменский политехнический институт. По специальности — инженер-строитель.
1993—2008 — на различных должностях в строительном управлении № 8 производственного объединения «Аркачгурлушык» Министерства строительства и промышленности строительных материалов Туркменистана.
2008 — заместитель начальника по производству ПО «Аркачгурлушык».
2008 — заместитель министра строительства и промышленности строительных материалов Туркменистана.
2008—2014 — заместитель министра строительства Туркменистана.
2014 — заместитель министра строительства и архитектуры Туркменистана.
07.07.2014 — 09.07.2015 — министр строительства и архитектуры Туркменистана.
9 июля 2015 года уволен за серьёзные недостатки в работе. Дальнейшая судьба неизвестна.

## Варианты транскрипции имени и фамилии
- Имя: Гапурберди
- Фамилия: Байраммырадов